# Von Bachdam
De S. von Bachdam is een van de vele wateropslagbekkens in Namibië. de dam bevindt zich in de bovenloop van de rivier de Swakop bij de plaats Okahandja.
De Von Bachdam heeft een capaciteit van circa 50 miljoen m³. Het water dat wordt opgevangen door de dam voorziet de hoofdstad Windhoek voor een groot deel van haar waterbehoefte. Omdat in Namibië open water een schaars goed is, vinden er veel watersporten plaats bij de Von Bachdam. Men kan er vissen, kanoën, zwemmen en waterskiën. Langs het water zijn wandelpaden uitgezet en in het weekend wordt er langs het water veel gebraaid. Men kan bij de dam ook verblijven in vakantiewoningen.
De dam is vernoemd naar Bruno Hans Wilhelm Alfred Adolf Sartorius von Bach.
Andere belangrijke stuwmeren in Namibië zijn:
- De Hardapdam bij Mariental
- De Nautedam bij Keetmanshoop
- De Swakoppoortdam bij Windhoek